# 南城香

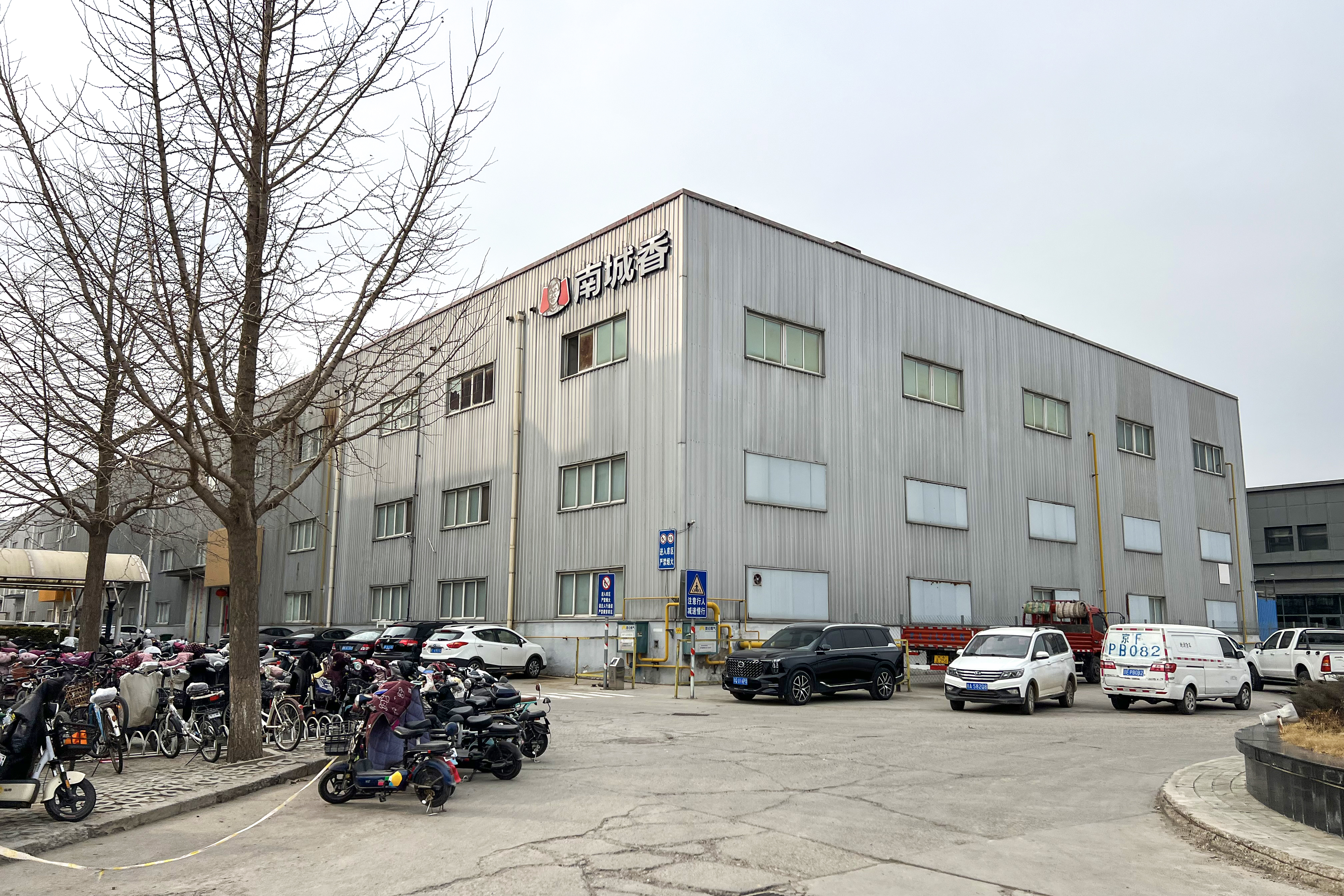
公司总部，标识为创始人汪国玉的头像

南城香是北京市的一家连锁快餐企业，创始人和法定代表人为汪国玉（安徽望江县人），品牌标语为“饭香、串香、馄饨香”。南城香主打社区全时段经营，主要选址于社区。截至2025年1月，营业门店数为199家。

## 历史

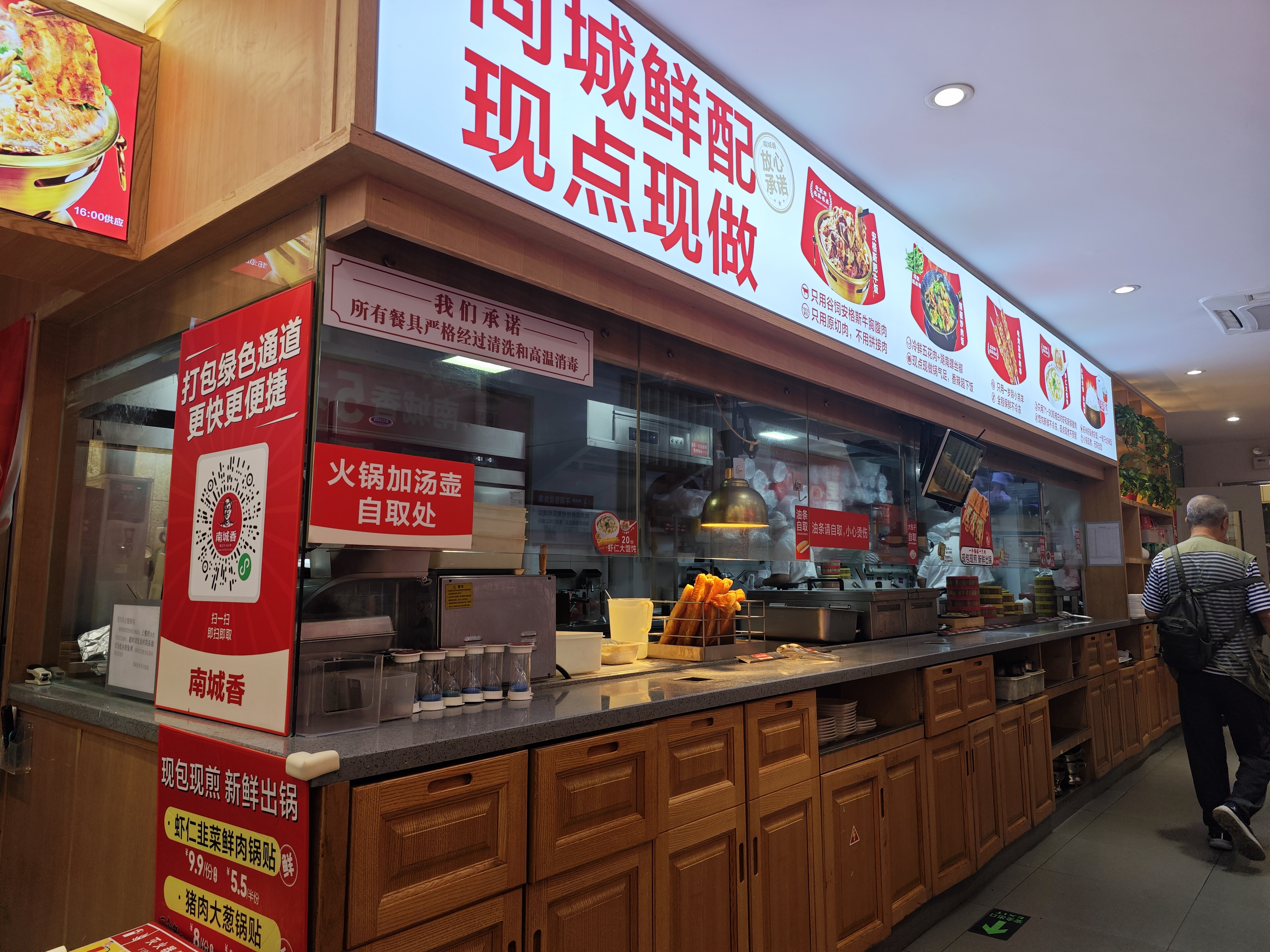
南城香(黄寺大街店)店面

首家南城香是在2001年时汪国玉的餐饮创业从摊点升级为饭馆时创立。2014年，门店数量为20多家。
2015年，南城香转变策略，专注“盖饭、羊肉串、馄饨”三大单品，并接入外卖平台。2017年，南城香参加了市1500多家餐饮企业的“后厨直播”。
至2022年10月，南城香门店总数为129家，均为直营店，均开设在北京。

自2024年9月，南城香逐渐取消了免费水果等自助项目，同时试图节约餐巾纸，引发网友热议。

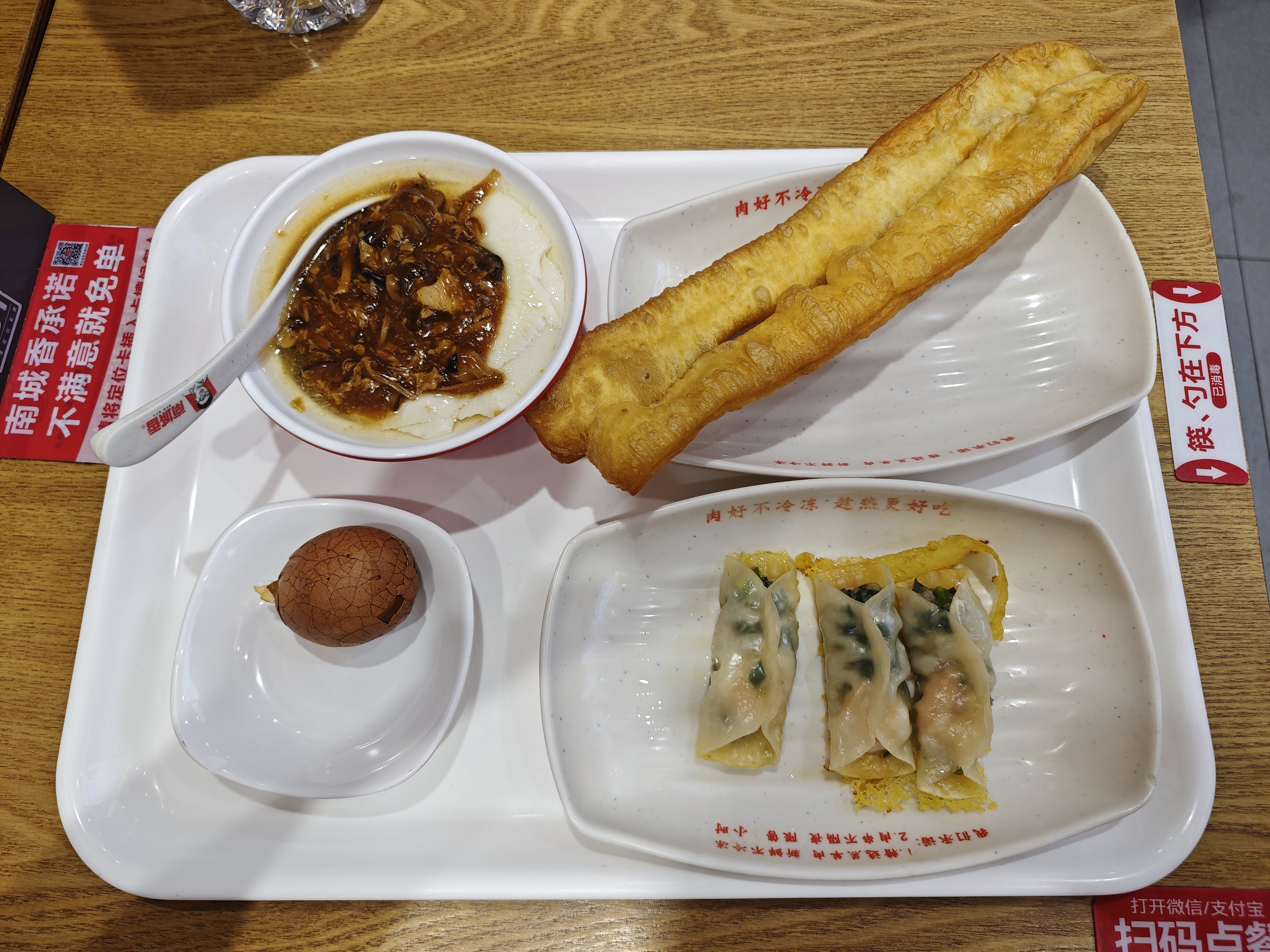
南城香内提供的早餐，里面包含了咸豆腐脑，一根油条，三个锅贴和一个卤蛋

## 评价与争议

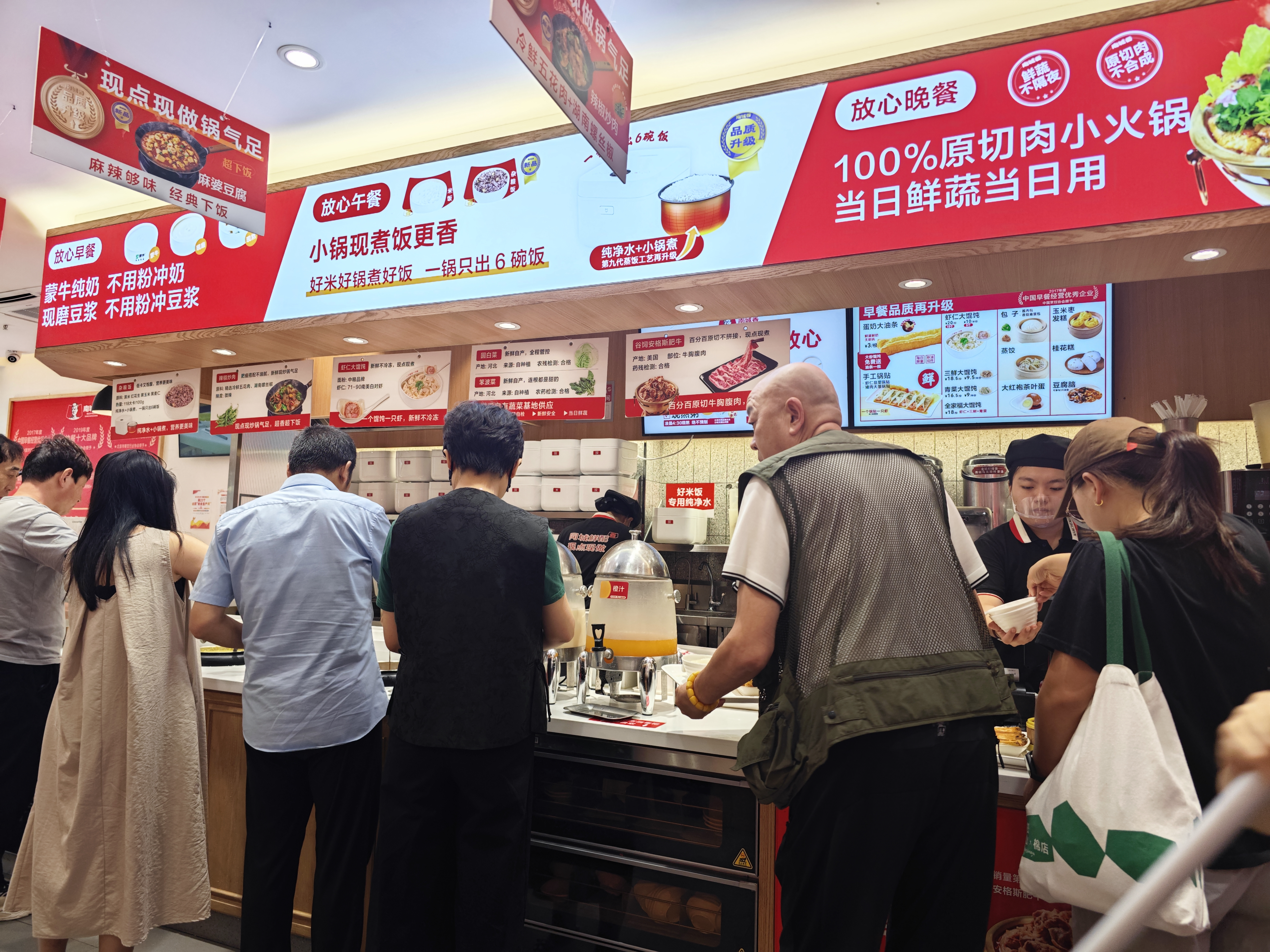
南城香(黄寺大街店)店面-收银台

### 正面
据界面新闻和财新传媒报道，南城香2019年平均日流水3.5万元，是全国快餐店平均水平的5倍；其中一家180平的店，更创下日流水九万多的记录。
美团到店餐饮市场营销中心首席分析师张伯禹在接受《经济日报》采访时表示表示，南城香通过精准测算供应链、产品结构和用工成本效率，毛利率可以精准控制在69%，售价比同行低20%。
据《商业文化》杂志和《中国企业家》报道，2023年上半年，南城香推出3元早餐自助，被视为北京早餐价格战的发起者，致使同行跟进，例如和合谷推出“3元粥品无限续”活动、嘉和一品推出“任意粥品2.8元”活动。2025年1月，《新闻周刊》日本版报道，受中国消费者节约倾向影响，餐饮业推出了大量低价菜单，南城香提供的3元（约合60日元）早餐深受欢迎；且这一趋势迫使必胜客和麦当劳等外资企业也不得不推出低价菜单。

### 负面
在2022年，南城香的多家门店曾因虚假宣传和使用与展示牌不符的供应商而遭到北京市朝阳区市场监督管理局的行政处罚。2月14日，北京市东城区人民政府和平里街道办事处综合行政执法队执法人员在检查中发现南城香一家分公司和平里中街路南侧20米处乱堆物料，堆放的物料为餐厨垃圾桶1桶。2022年3月29日，根据新经纬报道、据微信号“北京海淀”消息，海淀区复工复产防控组通报经营地为海淀区北三环西路双榆树西里1号楼1层1002号的北京南城香餐饮有限公司第五十八分公司存在疫情防控岗位无人值守的情况。
2023年，南城香一家分公司存在未按保证食品安全所需的温度贮存食品的行为。